# Aéroport d'Istanbul
Pour les articles homonymes, voir Aéroport d'Istanbul (homonymie) et IST.
Ne doit pas être confondu avec Aéroport Atatürk d'Istanbul ou Aéroport international Sabiha-Gökçen.
L'aéroport d'Istanbul (en turc : İstanbul Havalimanı ; code IATA : IST • code OACI : LTFM) est un aéroport international situé au nord-ouest d'Istanbul à proximité de la mer Noire et inauguré par le président Recep Tayyip Erdoğan le 29 octobre 2018.
Il est le principal aéroport de Turquie et le plus grand aéroport du monde en termes de capacité, qui accueillera à terme 200 millions de passagers par an, et sera doté de 6 pistes, notamment en 2028,,,. Le projet coûtera 7 milliards de dollars sans compter les frais de financement. Il remplace l'aéroport Atatürk d'Istanbul le 6 avril 2019 et en reprend le code « IST » (il s'appelait ISL avant ce déménagement). L'appel d'offres pour un partenariat public-privé a été lancé le 24 janvier 2013 pour le 3 mai 2013, il a été remporté par le consortium turc Cengiz-Kolin-Limak-Kalyon-Mapa. En 2019, il est élu « aéroport de l'année » par les lecteurs du magazine International Airport Review.

## Construction et controverses

### Conditions de travail des ouvriers
En septembre 2018, les ouvriers du chantier manifestent afin de dénoncer leurs conditions de travail : plusieurs dizaines d'accidents mortels sur le chantier, retards dans le paiement de leurs salaires et logements délabrés. Des centaines d'ouvriers sont arrêtés par la police ; parmi eux, 24 syndicalistes sont incarcérés et 19 autres placés sous contrôle judiciaire,.
Pour Nihat Demir, le secrétaire général du syndicat de travailleurs de la construction Dev-Yapi-Is, la pression exercée pour achever le projet et les longues heures de travail ont fait de l'aéroport un « cimetière ». Selon un rapport publié en février par le journal turc Cumhuriyet, près de 400 ouvriers ont perdu la vie sur le chantier depuis le début des travaux en 2015, alors que le gouvernement n'en reconnait que 27. Des travailleurs ont déclaré que les morts étaient dissimulées et que les familles touchaient une somme d'argent.

### Impact environnemental
D'après des associations de défense de l’environnement, quelque 2,5 millions d’arbres ont été détruits par le projet, ainsi que des zones humides et des dunes de sable côtières. Selon l'association Northern Forests Defence, le projet va « inonder les forêts d’Istanbul de ciment ».
L’aéroport est par ailleurs situé sur une route de migration d’oiseaux vitale, ce qui augmente le risque que les oiseaux migrateurs soient aspirés dans les moteurs des avions.

## Situation
| Adana Ankara Antalya Antioche Bodrum-Milas Dalaman Denizli Elâzığ Istanbul Sabiha-Gökçen Izmir Trabzon / Trébizonde Gaziantep Diyarbakır Kayseri Samsun Van Erzurum Konya Gazipaşa Malatya |

| Adana Ankara Antalya Antioche Bodrum-Milas Dalaman Denizli Elâzığ Istanbul Sabiha-Gökçen Izmir Trabzon / Trébizonde Gaziantep Diyarbakır Kayseri Samsun Van Erzurum Konya Gazipaşa Malatya |

## Fréquentation
Le graphique qui aurait dû être présenté ici ne peut pas être affiché car il utilise l'ancienne extension Graph, désactivée pour des questions de sécurité. Des indications pour créer un nouveau graphique avec la nouvelle extension Chart sont disponibles ici.

Voir la requête brute et les sources sur Wikidata.
Pour l'année en cours, les chiffres sont calculés à partir du mois de janvier et l'évolution du nombre de passagers est calculée par rapport au même mois de l'année précédente.

## Compagnies aériennes et destinations
262 destinations sont accessibles depuis l'aéroport d'Istanbul au 18 avril 2023.
| Compagnies                      | Destinations |
| ------------------------------- | --- |
| Aegean Airlines                 | Athènes E.-Venizélos |
| Aeroflot                        | Iékaterinbourg-Koltsovo, Moscou Chérémétiévo,, Saint-Pétersbourg-Poulkovo, Sotchi-Adler |
| Afriqiyah Airways               | Benghazi-Benina, El Beïda-Al Abraq (en), Misrata, Tripoli-Mitiga |
| Air Albania                     | Tirana-Mère-Teresa |
| Air Algérie                     | Alger-Houari-Boumédiène, Annaba-Rabah-Bitat, Constantine-Mohamed-Boudiaf, Oran-Ahmed-Ben-Bella |
| Air Arabia                      | Charjah |
| Air Arabia Maroc                | Fès-Saïss |
| Air Astana                      | Almaty, Atyraw, Noursoultan |
| airBaltic                       | En saison: Riga |
| Air Cairo                       | Charter: Charm el-Cheikh |
| Air France                      | Paris-Charles de Gaulle |
| Air Moldova                     | Chișinău |
| Air Montenegro                  | Podgorica, Tivat |
| Air Serbia                      | Belgrade-Nikola-Tesla, Morava, Niš Constantin-le-Grand |
| Ariana Afghan Airlines          | Kaboul |
| Arkia                           | Tel Aviv - Ben Gourion |
| Asiana Airlines                 | Séoul-Incheon |
| ATA Airlines                    | Ourmieh, Tabriz, Téhéran-Imam-Khomeini |
| Avia Traffic Company            | Bichkek Manas |
| Azerbaijan Airlines             | Bakou-H. Aliyev |
| Azimuth                         | Mineralniye Vody, Moscou-Vnoukovo, Rostov-sur-le-Don/Platov, Sotchi-Adler |
| Badr Airlines                   | Khartoum |
| Belavia                         | Minsk |
| Berniq Airways                  | Benghazi-Benina, Tripoli-Mitiga |
| British Airways                 | Londres-Heathrow |
| Buraq Air                       | Misrata, Tripoli-Mitiga |
| China Eastern Airlines          | Shanghai-Pudong |
| China Southern Airlines         | Pékin-Daxing, Canton-Baiyun, Wuhan |
| easyJet                         | Manchester |
| EgyptAir                        | Le Caire |
| Emirates                        | Dubaï |
| Ethiopian Airlines              | Addis-Abeba Bole |
| Etihad Airways                  | Abou Dabi |
| flyadeal                        | Djeddah - Roi-Abdelaziz, Riyad-roi Khaled |
| FlyArystan                      | Aktaou |
| Fly Baghdad                     | Bagdad, Erbil |
| flydubai                        | Dubaï |
| Fly Jordan                      | Amman-Reine-Alia |
| FlyOne                          | Chișinău |
| FlyOne Armenia                  | Erevan-Zvarnots, |
| Fly Oya                         | Tripoli-Mitiga |
| Ghadames Ait Transport          | Tripoli-Mitiga |
| Gulf Air                        | Manama-Bahreïn |
| IndiGo                          | Bombay-Chhatrapati-Shivaji, Delhi-Indira Gandhi |
| IrAero                          | - Kazan, - Makhatchkala, - Mineralniye Vody, - Moscou-Domodédovo, - Nalchik (en), - Sotchi-Adler, - Stavropol (en), - Oufa, - Vladikavkaz (ru) |
| Iran Air                        | Téhéran-Imam-Khomeini |
| Iran Airtour                    | Mechhed-Shahid H. Nejad, Chiraz-Shahid Dastghaib, Tabriz, Téhéran-Imam-Khomeini |
| Iran Aseman Airlines            | Téhéran-Imam-Khomeini |
| Iraqi Airways                   | - Bagdad, - Bassorah, - Erbil, - Kirkuk, - Nadjaf, - Souleimaniye |
| Israir                          | Eilat-Ramon, Tel Aviv - Ben Gourion |
| Jazeera Airways                 | Koweït |
| Jordan Aviation                 | Amman-Reine-Alia |
| Kam Air                         | Kaboul |
| KLM                             | Amsterdam |
| Korean Air                      | Séoul-Incheon |
| Kuwait Airways                  | Koweït |
| Libyan Airlines                 | El Beïda-Al Abraq (en), Benghazi-Benina, Tripoli-Mitiga |
| Libyan Wings                    | Misrata, Tripoli-Mitiga |
| LOT Polish Airlines             | Cracovie-Jean-Paul II, Varsovie-Chopin |
| Lufthansa                       | Francfort |
| Mahan Air                       | Téhéran-Imam-Khomeini |
| Meraj Airlines                  | Téhéran-Imam-Khomeini |
| MIAT Mongolian Airlines         | Oulan-Bator-Gengis Khan (nouveau) |
| Middle East Airlines            | Beyrouth-Rafic Hariri |
| Nouvelair                       | Sfax-Thyna, Tunis-Carthage |
| Oman Air                        | Mascate |
| Pakistan International Airlines | Islamabad-Benazir Bhutto, Lahore-Allama Iqbal |
| Pegas Fly                       | En saison: Moscou Chérémétiévo |
| Pegasus Airlines                | Izmir-A. Menderes |
| Pobeda                          | Kazan, Makhatchkala, Moscou-Vnoukovo, , Volgograd (ex-Stalingrad) |
| Qatar Airways                   | Doha-Hamad |
| Qeshm Air                       | Téhéran-Imam-Khomeini |
| Red Wings Airlines              | - Tcheliabinsk-Balandino, - Iékaterinbourg-Koltsovo, - Kazan, - Makhatchkala, - Moscou-Domodédovo, - Moscou-Joukovski, - Nalchik (en), - Nijnekamsk-Begichevo, - Nijni Novgorod-Strigino, - Samara-Kouroumotch, - Omsk, - Perm, - Stavropol (en), - Tioumen-Roshchino, - Oufa, - Vladikavkaz (ru) |
| Rossiya Airlines                | Moscou Chérémétiévo, Saint-Pétersbourg-Poulkovo |
| Royal Air Maroc                 | Casablanca-Mohammed-V, Tanger En saison : Oujda-Les Angades |
| Royal Jordanian                 | Amman-Reine-Alia |
| S7 Airlines                     | Moscou-Domodédovo, Novossibirsk-Tolmatchevo |
| SalamAir                        | Mascate |
| Saudia                          | Djeddah - Roi-Abdelaziz, Médine-Prince M. Bin Abdulaziz, Riyad-roi Khaled |
| SCAT Airlines                   | - Aktaou, - Aktioubé, - Almaty, - Atyraw, - Chimkent, - Noursoultan |
| Sichuan Airlines                | Chengdu-Tianfu |
| Singapore Airlines              | Singapour-Changi |
| Smartwings                      | Varsovie-Chopin |
| Somon Air                       | Douchanbé |
| Sun d'Or                        | Tel Aviv - Ben Gourion |
| Syrian Air                      | Alep, Damas |
| TAROM                           | Bucarest-H. Coandă |
| Transaero                       | Moscou-Vnoukovo |
| Transavia                       | Lyon-Saint-Exupéry, Montpellier-Méditerranée, Nantes-Atlantique, Paris-Orly |
| Tunisair                        | Tunis-Carthage |
| Turkish Airlines                | - Abidjan-F.-H.-Boigny, - Abou Dabi, - Abuja-N. Azikiwe, - Accra-Kotoka, - Adana-Sakirpasa, - Addis-Abeba Bole, - Adıyaman (en), - Ağrı (en), - Aktaou, - Alep, - Alger-Houari-Boumédiène, - Almaty, - Amman-Reine-Alia, - Amsterdam, - Ankara Esenboğa, - Antalya, - Antananarivo, - Antioche, - Aqaba, - Achgabat, - Asmara, - Athènes E.-Venizélos, - Atlanta H.-Jackson, - Bagdad, - Manama-Bahreïn, - Bakou-H. Aliyev, - Bâle-Mulhouse, - Bamako-M. Keïta, - Bangkok-Suvarnabhumi, - Banjul, - Barcelone-El Prat, - Bari-Karol Wojtyła, - Bassorah, - Batman (en), - Batoumi-A. Kartveli, - Beyrouth-Rafic Hariri, - Belgrade-Nikola-Tesla, - Berlin-Brandebourg, - Bilbao, - Billund, - Bingöl, - Birmingham, - Bichkek Manas, - Bodrum-Milas, - Bogota-El Dorado, - Bologne-Borgo Panigale, - Bombay-Chhatrapati-Shivaji, - Bordeaux-Mérignac, - Borg El Arab, - Boston Logan, - Brême, - Bruxelles-National, - Bucarest-H. Coandă, - Budapest-Ferenc Liszt, - Buenos Aires-Ezeiza, - Boukhara, - Çanakkale (en), - Cancún, - Canton-Baiyun, - Caracas-Maiquetía, - Casablanca-Mohammed-V, - Catane-Fontanarossa, - Charjah, - Charm el-Cheikh, - Chiraz-Shahid Dastghaib, - Chicago-O'Hare, - Chișinău, - Cluj-Napoca, - Cologne/Bonn-K. Adenauer, - Colombo-Bandaranaike, - Conakry, - Constanța-M. Kogălniceanu, - Constantine-Mohamed-Boudiaf, - Copenhague-Kastrup, - Cotonou, - Cracovie-Jean-Paul II, - Dacca-Shah Jalal, - Dakar-B. Diagne, - Dalaman, - Dallas-Fort Worth, - Damas, - Dammam-roi Fahd, - Dar es Salam-J. Nyerere, - Delhi-Indira Gandhi, - Denizli, - Denpasar-Bali, - Denver, - Détroit, - Diyarbakır, - Djakarta-S.-Hatta, - Djeddah - Roi-Abdelaziz, - Djibouti-Ambouli, - Djouba, - Doha-Hamad, - Douala, - Dubaï, - Dublin, - Dubrovnik, - Durban-King Shaka, - Douchanbé, - Düsseldorf, - Édimbourg, - Balıkesir Koca Seyit (en), - Elâzığ, - Entebbe, - Erbil, - Ercan, - Erzincan (en), - Erzurum (en), - Ferghana, - Francfort, - Freetown-Lungi, - Genjem, - Buraydah, - Gaziantep-Oğuzeli, - Gazipaşa-Alanya, - Genève-Cointrin, - Göteborg, - Hakkâri-S. Eyyubi (tr), - Hambourg-H.-Schmidt, - Hanovre, - Hanoï-Nội Bài, - Helsinki-Vantaa, - Hô Chi Minh Ville (Tân Sơn Nhất), - Hong Kong, - Houston-George Bush, - Hurghada, - Iékaterinbourg-Koltsovo, - Iğdır (tr), - Islamabad-Benazir Bhutto, - Ispahan-S. Beheshti, - Sparte-Süleyman Demirel (tr), - Izmir-A. Menderes, - Johannesbourg OR Tambo, - Kaboul, - Kahramanmaraş (tr), - Karachi-Jinnah, - Kars Harakani (tr), - Kastamonu (tr), - Katmandou-Tribhuvan, - Kayseri-Erkilet, - Kazan, - Khartoum, - Kigali, - Kilimandjaro, - Kinshasa-N'djili, - Kirkuk, - Konya, - Krasnodar-Pashkovsky, - Kuala Lumpur, - Kütahya-Zafer (tr), - Koweït, - Lagos-Murtala Muhammed, - La Havane-José Martí, - Lahore-Allama Iqbal, - Le Caire, - Le Cap, - Leipzig/Halle, - Libreville-Léon Mba, - Lisbonne-H. Delgado, - Ljubljana-Jože Pučnik, - Londres-Gatwick, - Londres-Heathrow, - Los Angeles, - Luanda-Quatro de Fevereiro, - Lusaka, - Luxembourg-Findel, - Louxor, - Lyon-Saint-Exupéry, - Madrid-Barajas, - Malabo, - Malaga-Costa del Sol, - Malatya Erhaç (tr), - Malé Velana, - Malte, - Manchester, - Manille-N. Aquino, - Mardin (tr), - Marrakech-Ménara, - Marseille-Provence, - Mechhed-Shahid H. Nejad, - Maurice-Sir Seewoosagur Ramgoolam, - Mazâr-e Charîf, - Médine-Prince M. Bin Abdulaziz, - Merzifon, - Mexico-B. Juárez, - Miami, - Milan-Malpensa, - Minsk, - Mogadiscio-Aden Adde (Petrella), - Mombasa-Moi, - Montréal (P.-E.-Trudeau), - Moscou-Vnoukovo, - Munich-F. J. Strauß, - Muş (tr), - Mascate, - Nairobi-J. Kenyatta, - Nadjaf, - Nakhitchevan, - Naples-Capodichino, - N'Djaména, - Nevşehir-Cappadoce, - Newark-Liberty, - New York-John F. Kennedy, - Niamey-D. Hamani, - Nice-Côte d'Azur, - Nouakchott-Oumtounsy, - Noursoultan, - Nuremberg-A. Dürer, - Oran-Ahmed-Ben-Bella, - Ordu-Giresun, - Osaka-Kansai, - Oslo-Gardermoen, - Ouagadougou, - Oulan-Bator-Gengis Khan (nouveau), - Ourguentch, - Palerme Falcone-Borsellino, - Panama-Tocumen, - Paris-Charles de Gaulle, - Pékin-Capitale, - Phuket, - Podgorica, - Pointe-Noire A. Neto, - Port Harcourt-International, - Porto-F. Sá-Carneiro, - Port-Soudan, - Prague-Václav-Havel, - Priština, - Riga, - Riyad-roi Khaled, - Rize-Artvin, - Rome Léonard-de-Vinci/Fiumicino, - Rostov-sur-le-Don/Platov, - Saint-Pétersbourg-Poulkovo, - Salzbourg-W. A. Mozart, - Samara-Kouroumotch, - Samarcande, - Samsun-Çarşamba, - San Francisco, - Şanlıurfa GAP (en), - São Paulo/Guarulhos, - Sarajevo-Butmir, - Seattle-Tacoma, - Séoul-Incheon, - Shanghai-Pudong, - Singapour-Changi, - Lapu-Lapu, - Şırnak Şerafettin Elçi (en), - Sivas, - Skopje, - Sotchi-Adler, - Sofia-Vrajdebna, - Stockholm-Arlanda, - Strasbourg, - Stuttgart, - Souleimaniye, - Tabriz, - Taëf, - Taïwan-Taoyuan, - Tallinn, - Tachkent, - Tbilissi-C. Roustavéli, - Téhéran-Imam-Khomeini, - Tel Aviv - Ben Gourion, - Thessalonique-Makedonía, - Tokat (tr), - Tokyo-Haneda, - Tokyo-Narita, - Toronto (Pearson), - Toulouse-Blagnac, - Trabzon/Trébizonde, - Tunis-Carthage, - Turkestan, - Türkmenbaşy(Krasnodovsk), - Valence, - Van-F. Melen (en), - Vancouver, - Varna, - Venise - Marco Polo, - Vienne-Schwechat, - Vilnius, - Voronej (en), - Varsovie-Chopin, - Washington-Dulles, - Xi'an-Xianyang, - Yanbu, - Yaoundé-Nsimalen, - Zagreb-Pleso, - Zanzibar, - Zonguldak (en), - Zurich En saison: Mactan-Cebu, Mahé-Seychelles international, Moroni, Rovaniemi, Tivat |
| Turkmenistan Airlines           | Achgabat |
| Utair                           | Grozny, Makhatchkala |
| Uzbekistan Airways              | Boukhara, Ferghana, Samarcande, Tachkent, Ourguentch |
| Wizz Air                        | Budapest-Ferenc Liszt, Iași, Londres-Gatwick, Londres-Luton |
| Yamal Airlines                  | Moscou-Domodédovo |

Édité le 03/10/2022  Actualisé le 25/05/2023

## Galerie

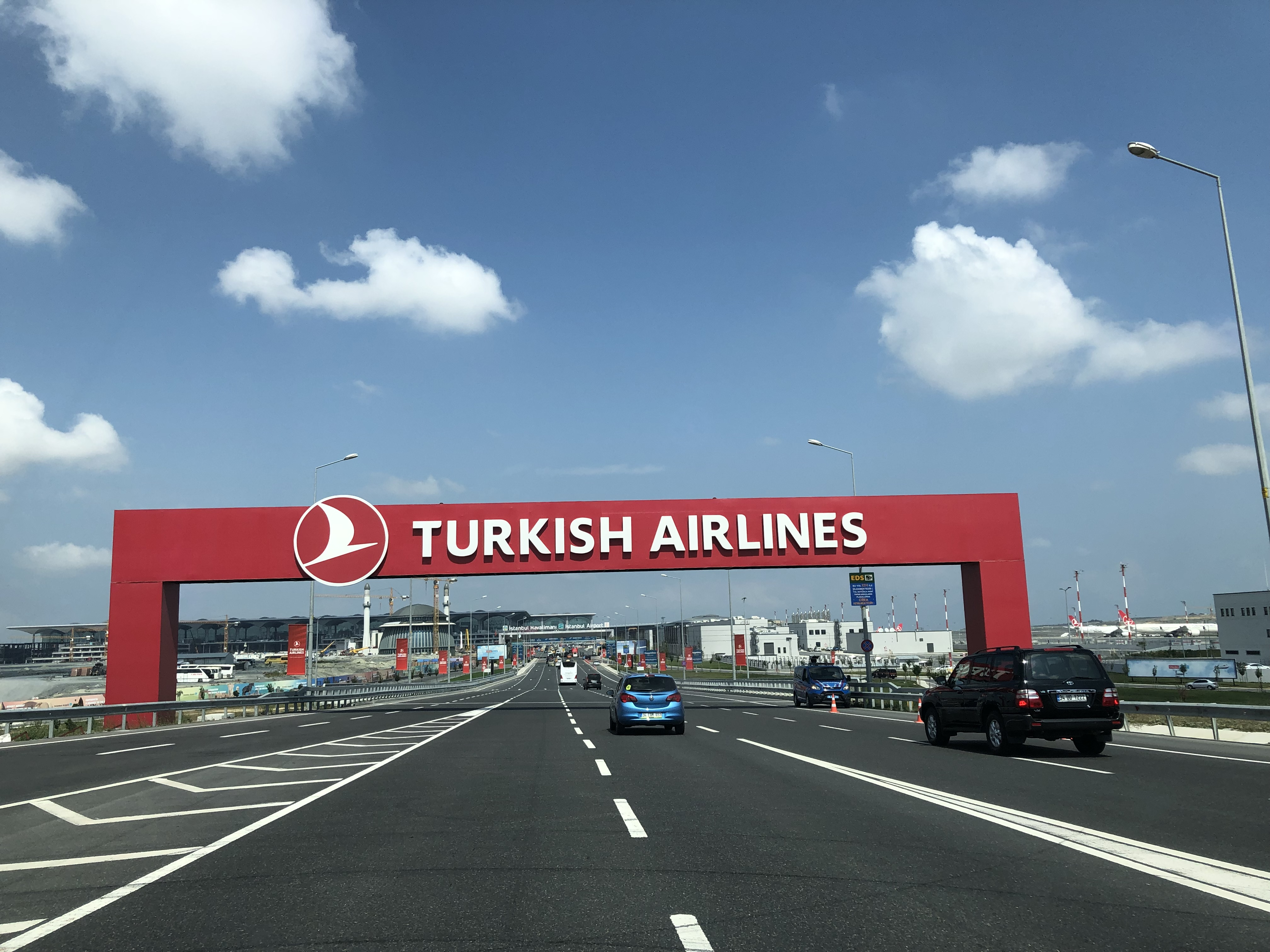
Entrée du nouvel aéroport
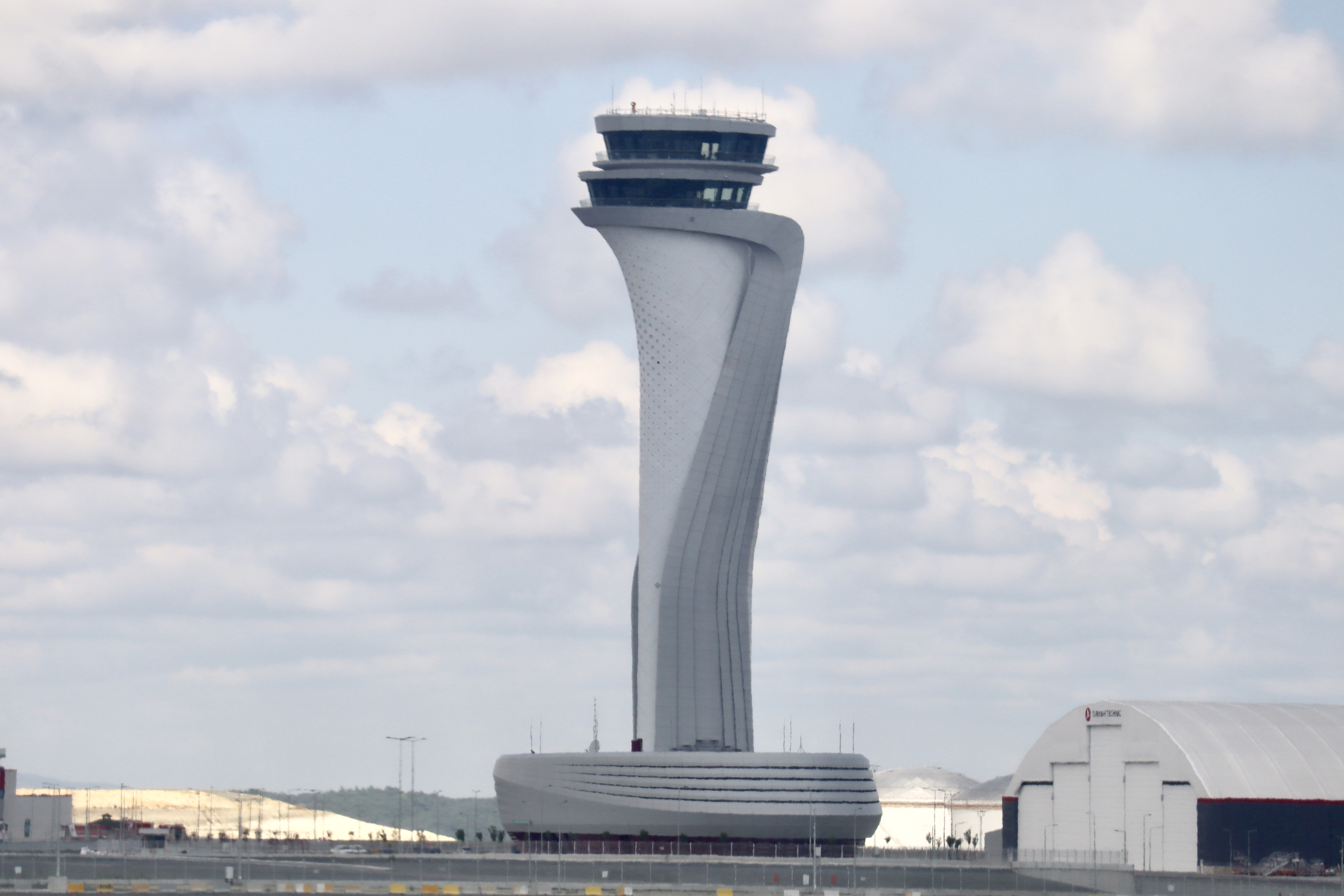
Tour de contrôle de l'aéroport.
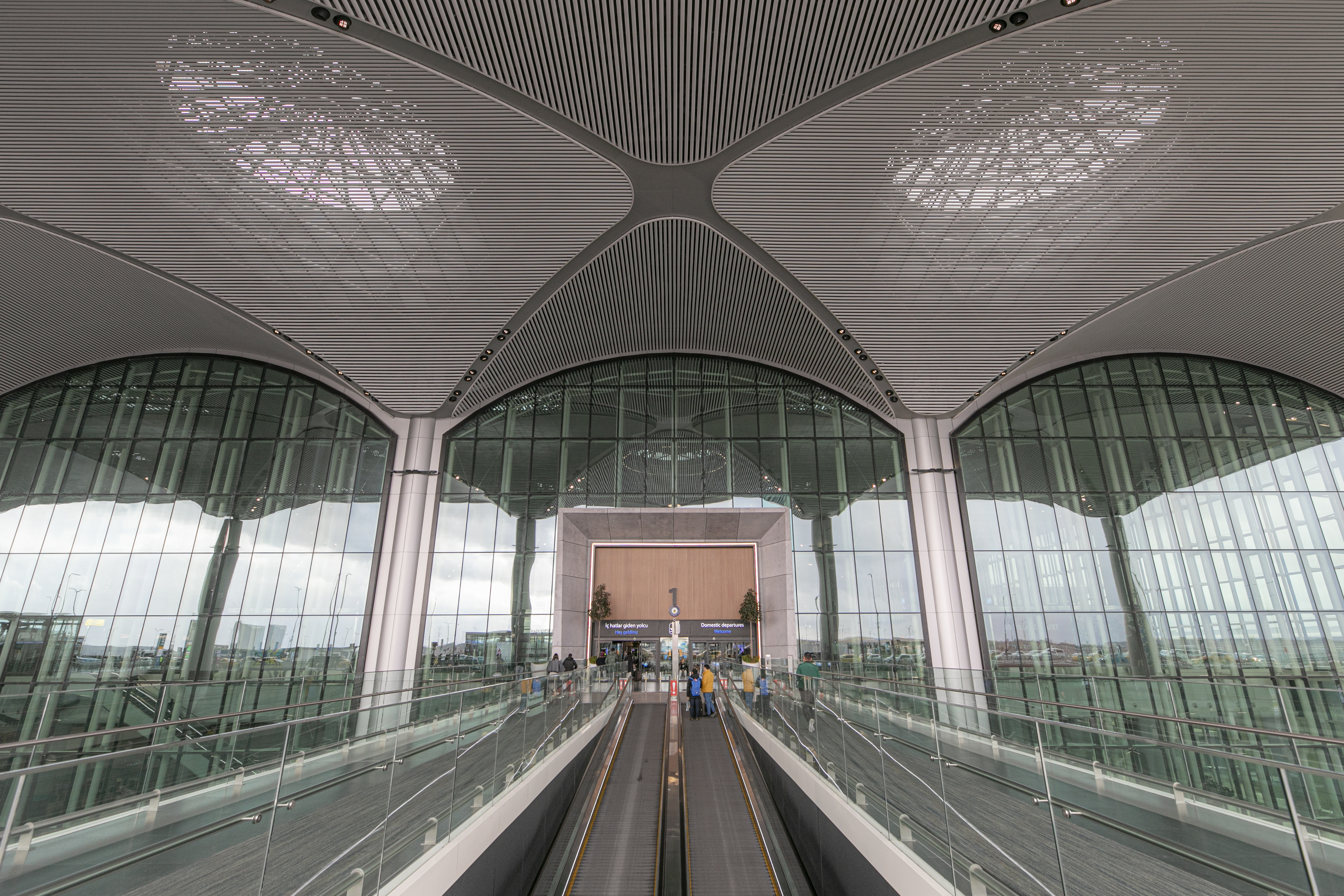
Une porte d'accès
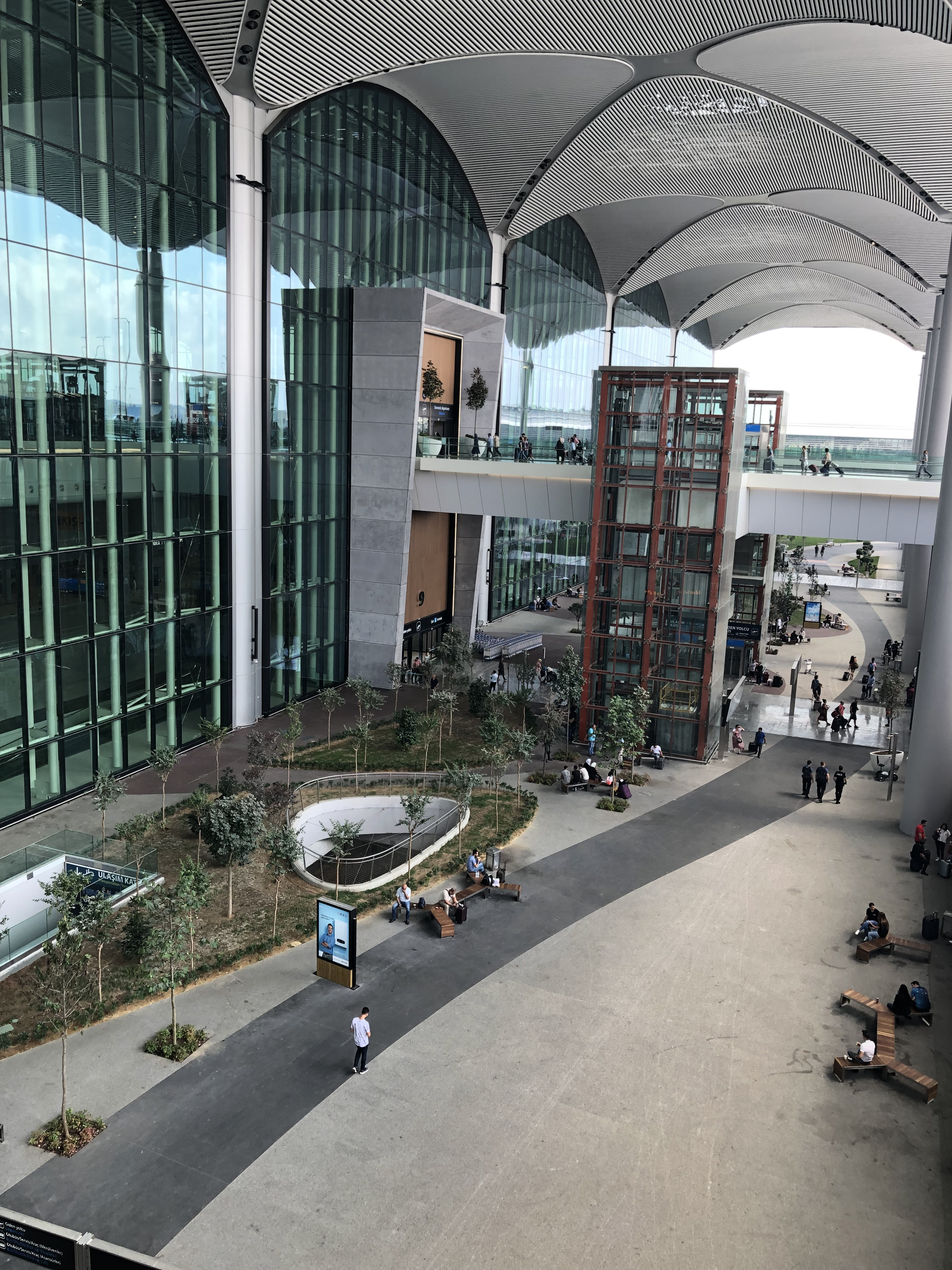
Vue extérieure
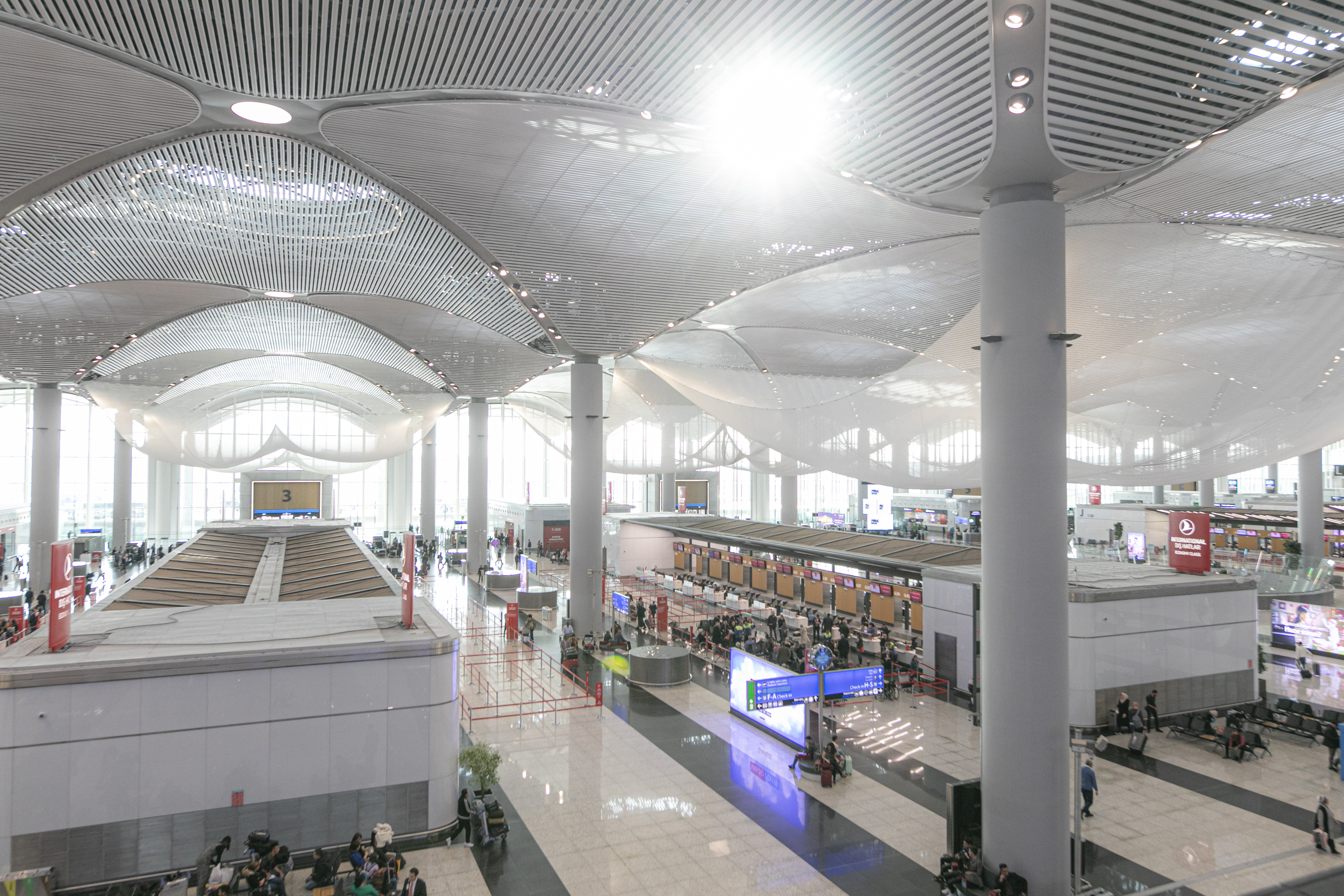
Hall d'enregistrement
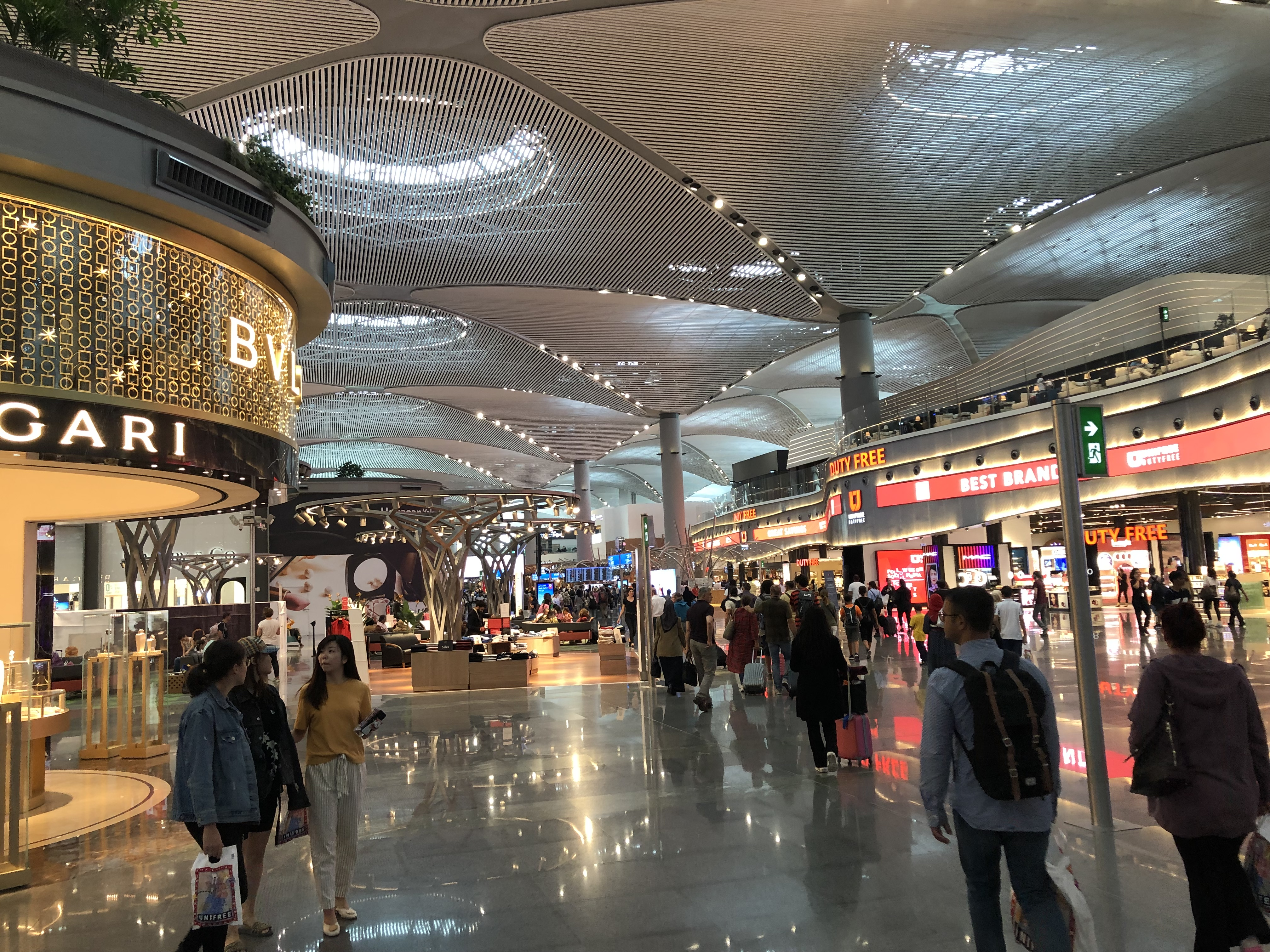
Duty free de l'aéroport
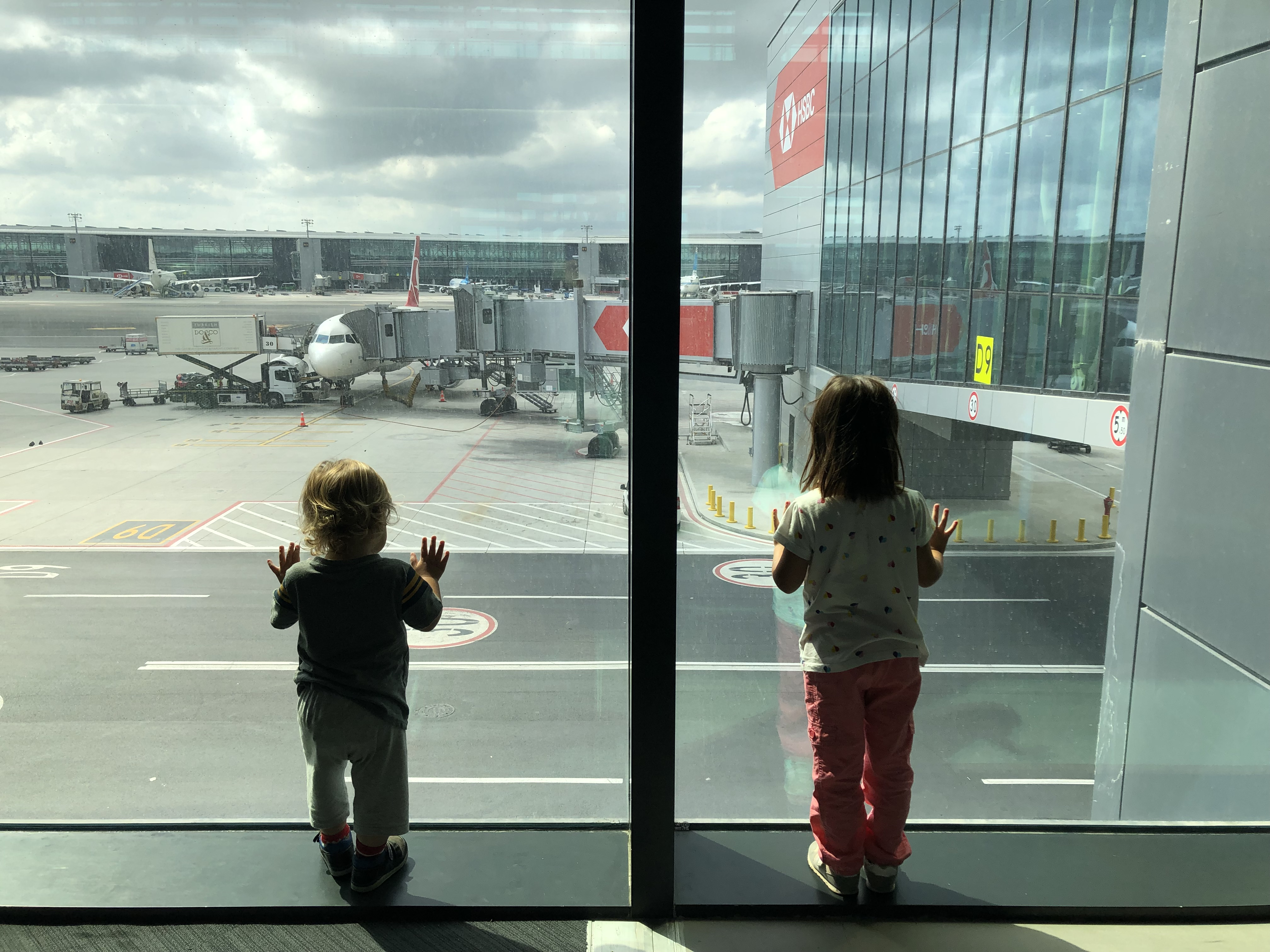
Vue du tarmac depuis une salle d'embarquement
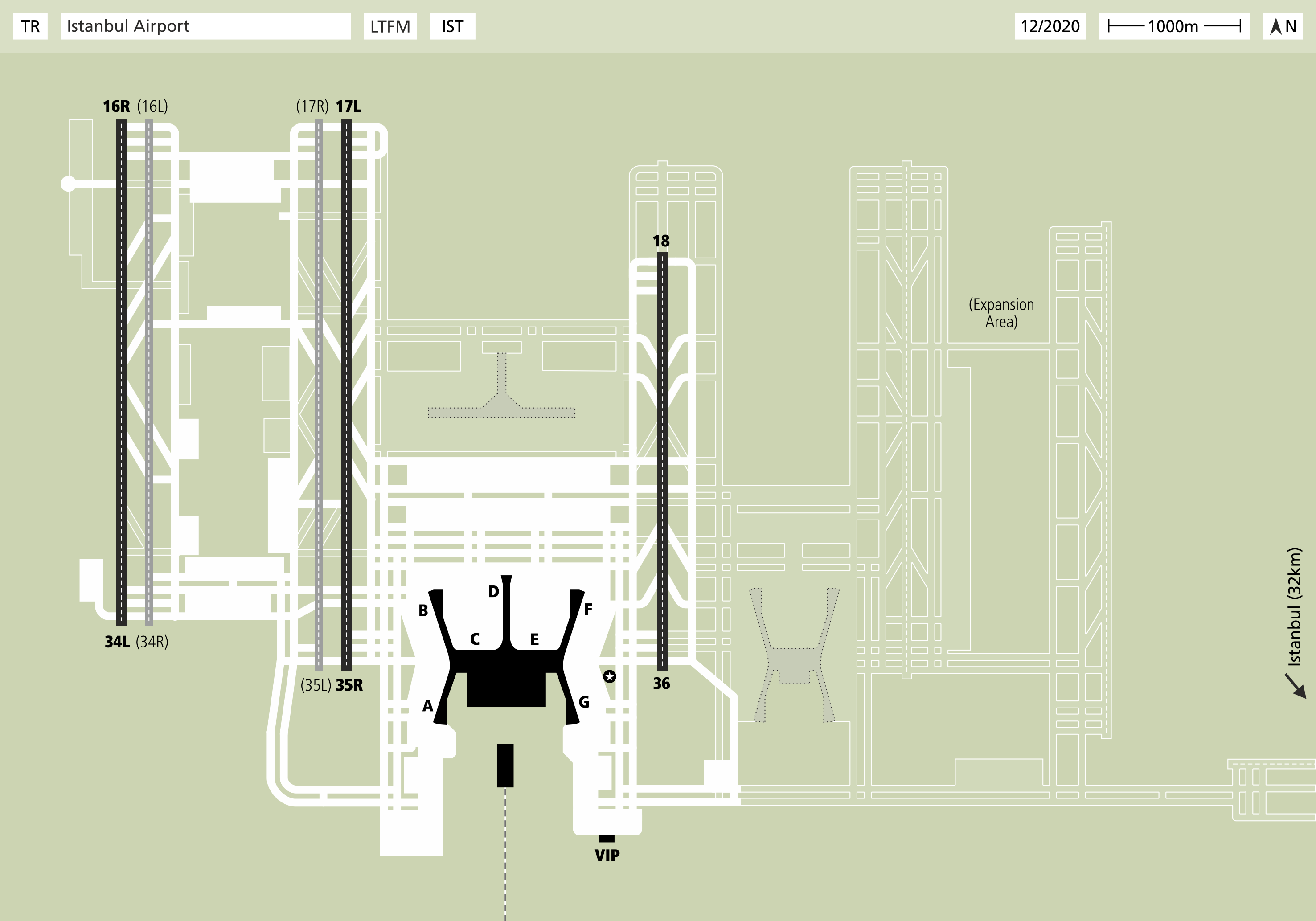
Plan de l'aéroport
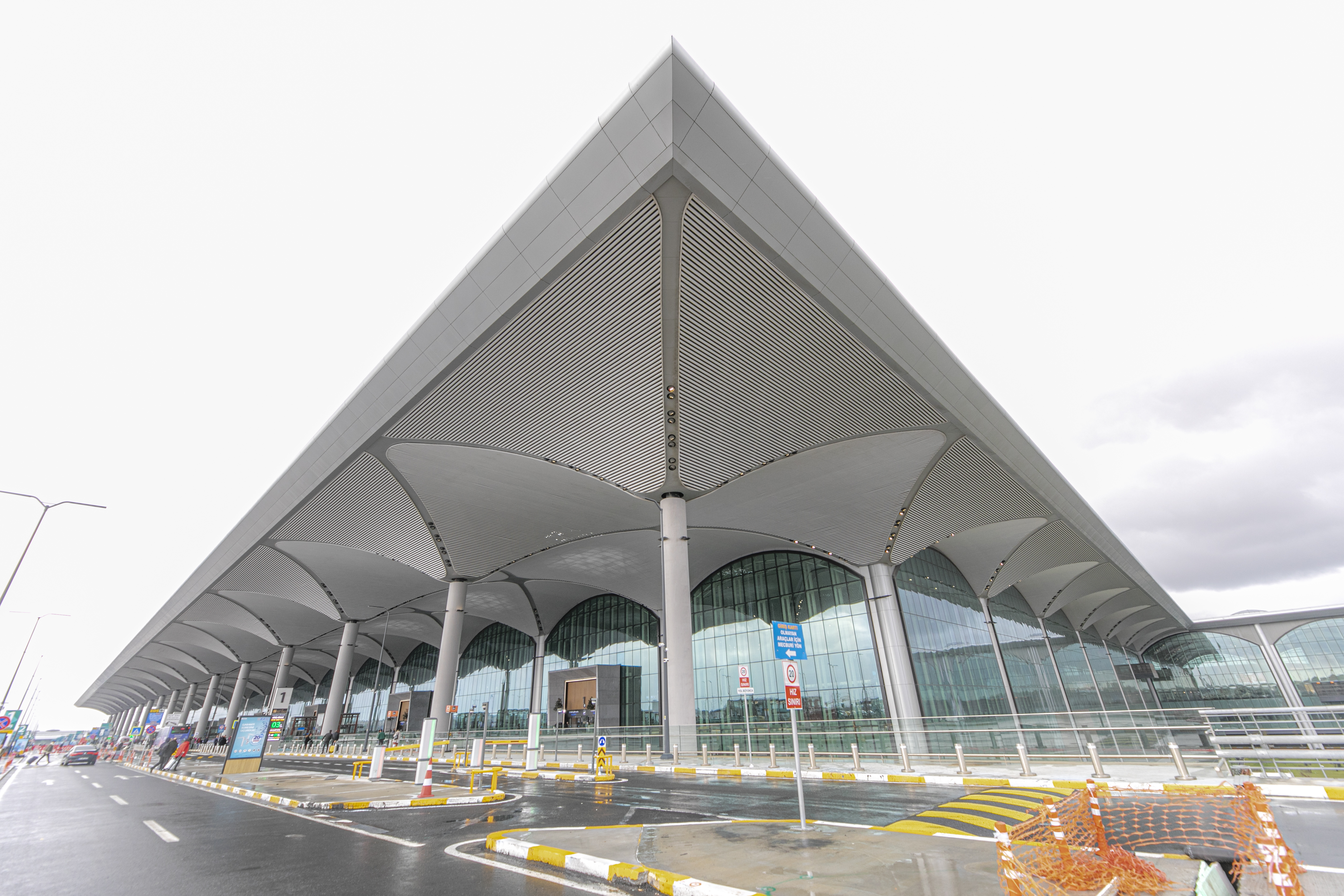
Entrée principale de l'aérogare.
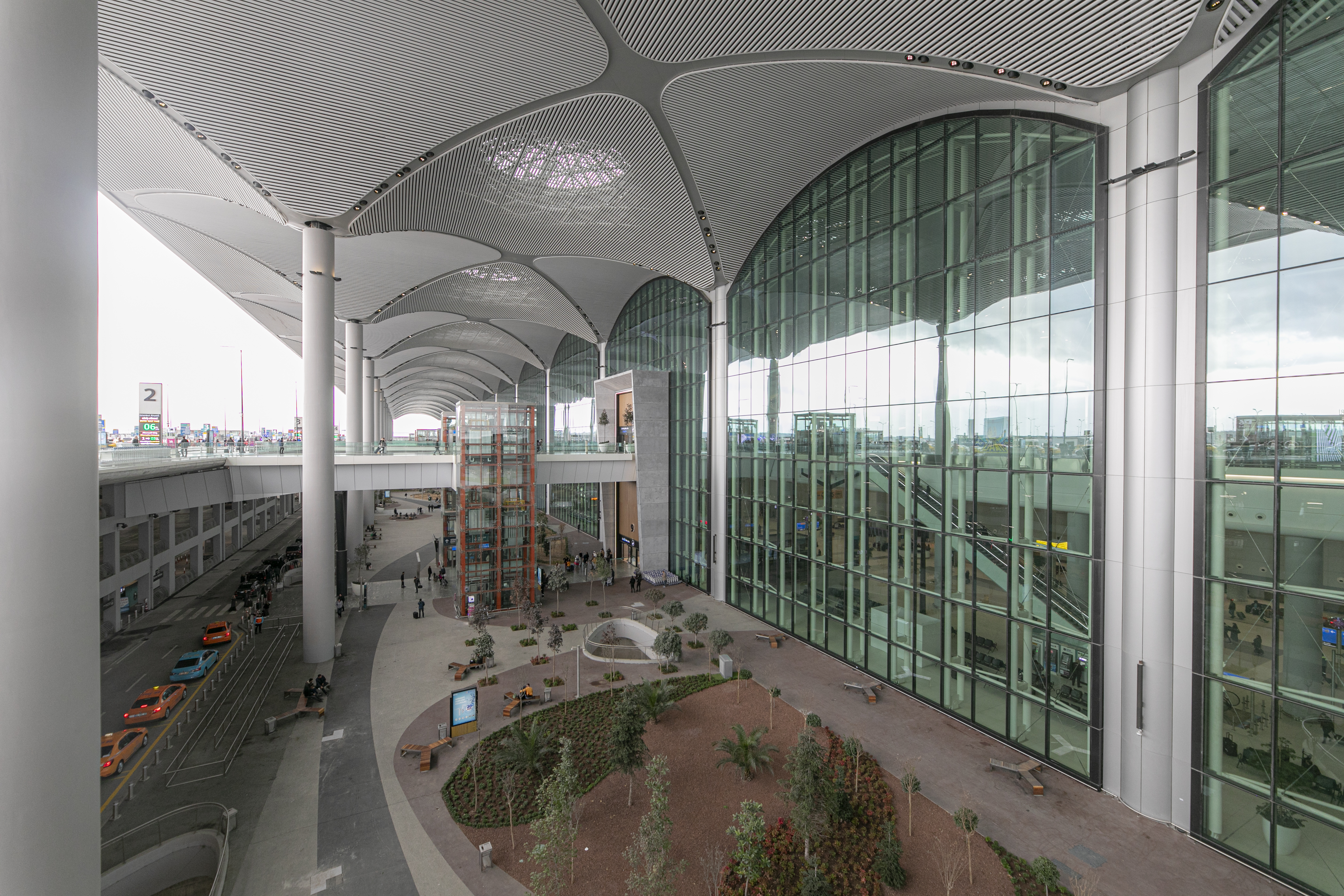
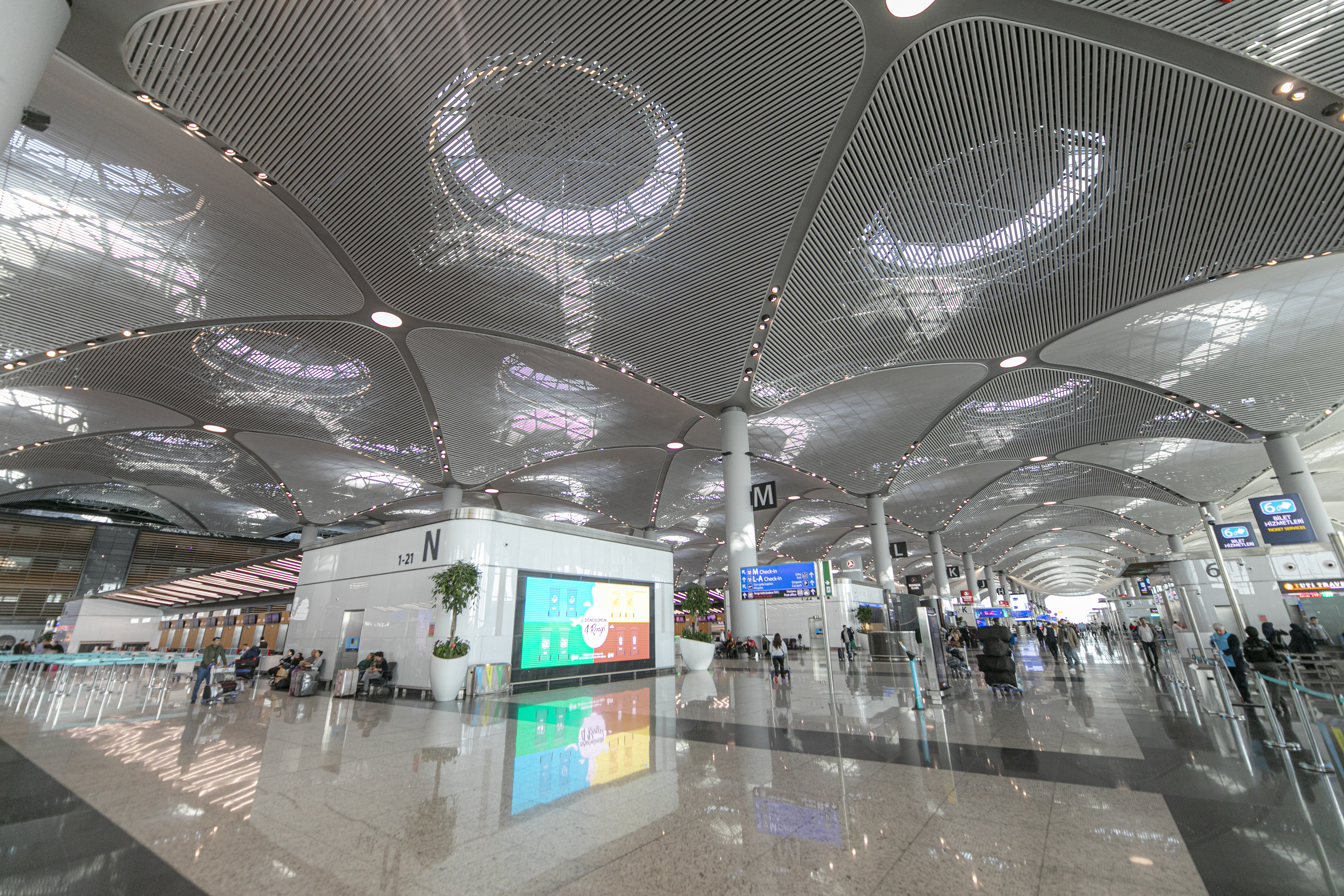
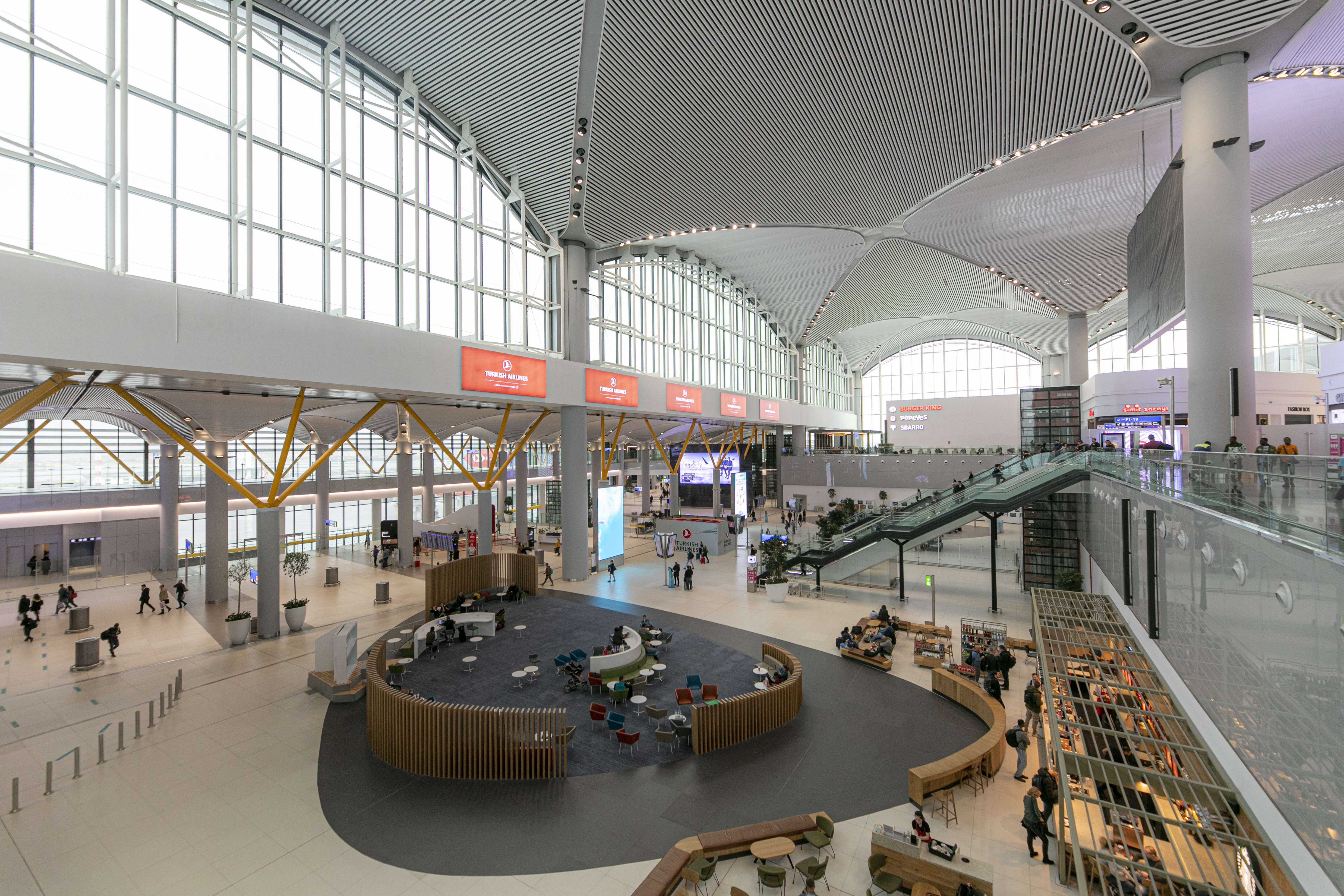
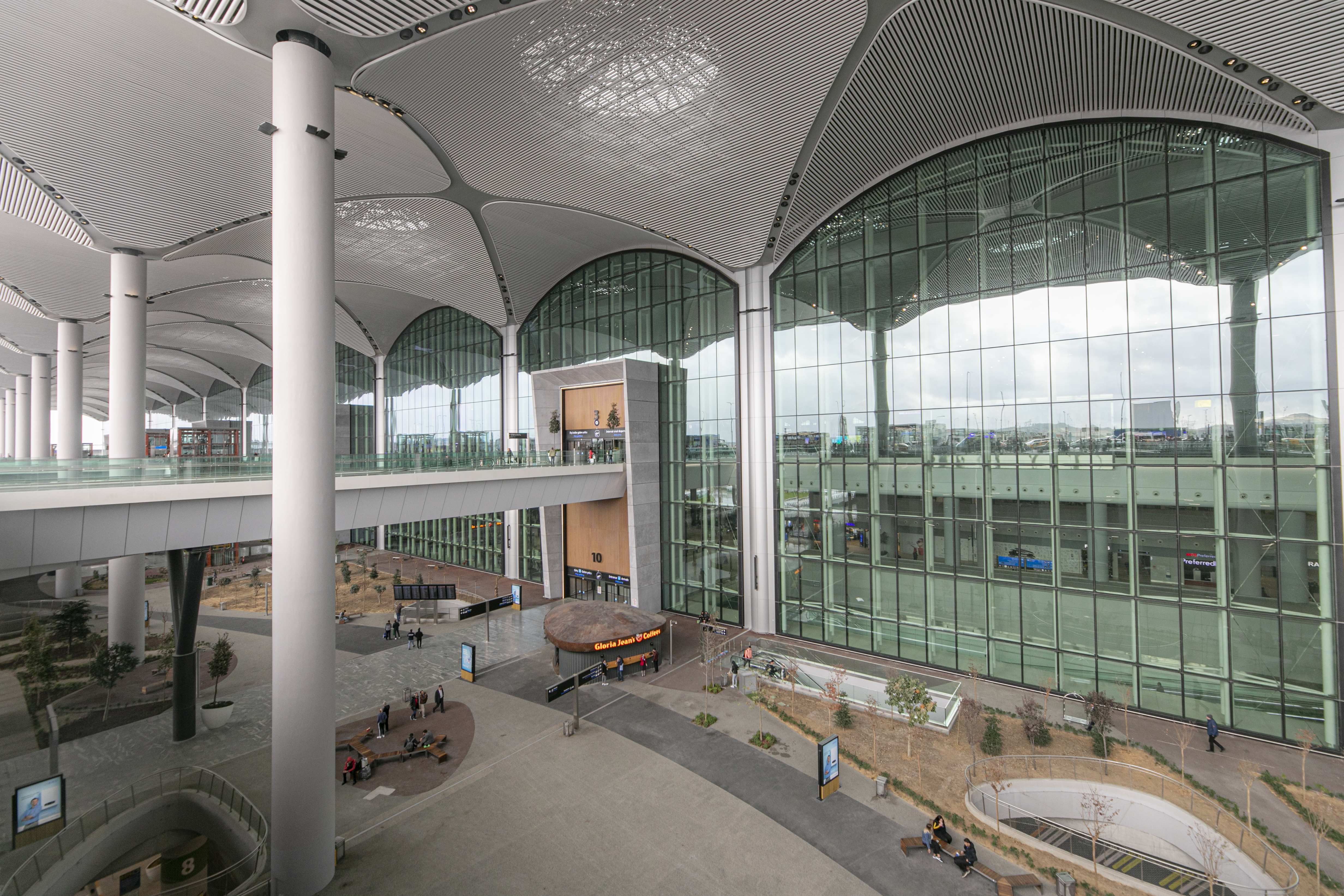